# Restless Heart
Restless Heart je deváté studiové album skupiny Whitesnake, které vyšlo v roce 1997 přes vydavatelství EMI. Jedná se o první studiové album této skupiny od roku 1989, kdy vyšlo album Slip of the Tongue a zároveň poslední do roku 2008, kdy vyšlo Good to Be Bad. V britském albovém žebříčku se umístilo na 34. příčce.
Album bylo původně zamýšleno jako sólové studiové album Davida Coverdalea, ale nahrávací společnost ho nutila, aby album vydal pod názvem Whitesnake. Nakonec udělal Coverdale a vydavatelství kompromis, a vydali pod jménem David Coverdale & Whitesnake.
Na tomto albu převážně spolupracovali Coverdale a Adrian Vanderberg stejně jako na předchozím albu Slip of the Tongue (1989), ale zde upustili od glammetalového stylu a zvuku, který Coverdaleovi už přišel směšný, nudný a nezajímavý. Blíží se víc k prvním albům Whitesnake do bluesrockového stylu, ale má svůj charakteristický zvuk skupiny.

## Seznam skladeb
| Pořadí | Název                   | Autor                             | Délka |
| ------ | ----------------------- | --------------------------------- | ----- |
| 1.     | Don't Fade Away         | Coverdale, Vandenberg             | 5:02  |
| 2.     | All In the Name of Love | Coverdale, Vandenberg             | 4:42  |
| 3.     | Restless Heart          | Coverdale, Vandenberg             | 4:50  |
| 4.     | Too Many Tears          | Coverdale, Vandenberg             | 5:44  |
| 5.     | Crying                  | Coverdale, Vandenberg             | 5:34  |
| 6.     | Stay with Me            | Jerry Ragovoy, George David Weiss | 4:09  |
| 7.     | Can't Go On             | Coverdale, Vandenberg             | 4:27  |
| 8.     | You're So Fine          | Coverdale, Vandenberg             | 5:10  |
| 9.     | Your Precious Love      | Coverdale, Vandenberg             | 4:34  |
| 10.    | Take Me Back Again      | Coverdale, Vandenberg             | 6:02  |
| 11.    | Woman Trouble Blues     | Coverdale, Vandenberg             | 5:35  |

| Bonusové skladby | Bonusové skladby    | Bonusové skladby                | Bonusové skladby |
| Pořadí           | Název               | Autor                           | Délka            |
| ---------------- | ------------------- | ------------------------------- | ---------------- |
| 12.              | Anything You Want   | Coverdale, Vandenberg           | 4:11             |
| 13.              | "Can't Stop Now     | Coverdale, Vandenberg           | 3:27             |
| 14.              | Oi (instrumentální) | Coverdale, Vandenberg, Carmassi | 3:47             |

## Obsazení
- David Coverdale – zpěv
- Adrian Vandenberg – kytara
- Brett Tuggle – klávesy, doprovodné vokály
- Guy Pratt – baskytara
- Denny Carmassi – bicí, perkuse
- Tommy Funderburk – doprovodné vokály
- Beth Anderson – doprovodné vokály
- Maxine Waters – doprovodné vokály
- Elk Thunder – harmonika